# Vaginectomia
Vaginectomia é um procedimento médico realizado para remover toda ou parte da vagina. Geralmente é feita para tratamento do câncer vaginal ou em cirurgia de redesignação sexual em Homens transexuais (nascem mulheres, porém o gênero biológico não é o mesmo do gênero psicológico, são homens transexuais).